# 挪威廣播公司議會電台
挪威廣播公司議會電台（挪威語：NRK Stortinget）是挪威廣播公司一條已經不復存在的電台頻道，主要轉播挪威議會內部開會情況。這條頻道於2000年正式開播，並在2007年增設數碼聲音廣播服務，但其停播日期不詳。